# The New Workout Plan
A The New Workout Plan az utolsó kislemez Kanye West debütáló albumáról, a The College Dropoutról. 2004. augusztus 31-én jelent meg és 59. lett az U.S. Hot R&B/Hip-Hop Songs listáján. Több híresség is részt vett a dal  videó klipjében, mint John Legend, Anna Nicole Smith, Tracee Ellis Ross, Vida Guerra, GLC és Fonzworth Bentley is.